# Zalesie (powiat stalowowolski)
Zalesie – przysiółek w Polsce położony w województwie podkarpackim, w powiecie stalowowolskim, w gminie Radomyśl nad Sanem.
W latach 1975–1998 miejscowość należała administracyjnie do województwa tarnobrzeskiego.